# Fyrisspången

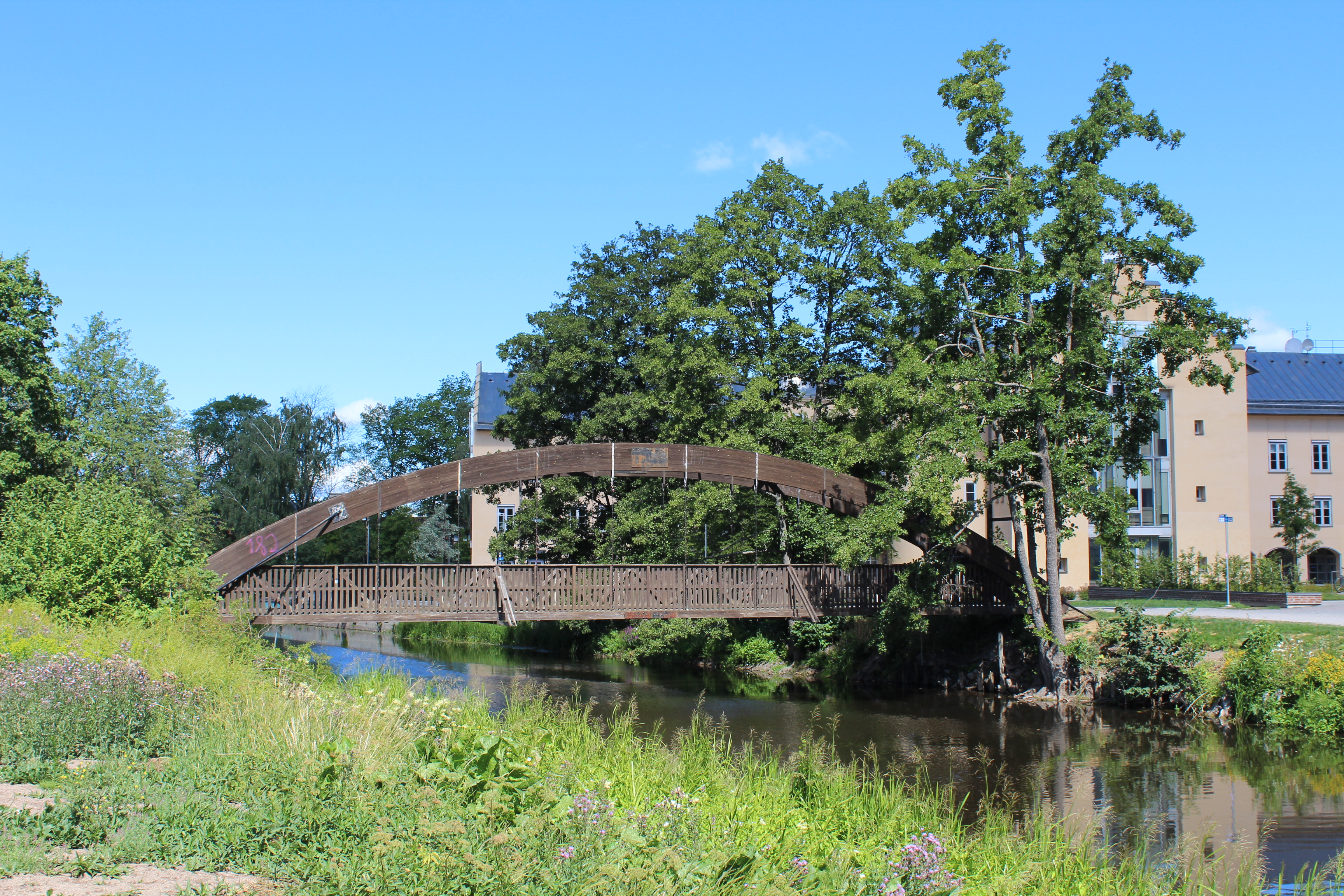
Fyrisspången.

Fyrisspången är en gång- och cykelbro över Fyrisån i Uppsala. Bron installerades 1981 och är byggd i trä som en liten bågbro. Från början hette bron Heimdalspången men har sedan döpts om till Fyrisspången.

## Historik
Under 1970- och 1980-talen hade Fyrisskolan lokaler i den nedlagda före detta Hästens Skofabrik. Byggnaden låg nära Fyrisskolans vanliga lokaler men på andra sidan Fyrisån. Däremot saknades en bro eller förbindelse mellan skolans normala byggnader och de tillfälliga lokaler som låg i den gamla skofabriken. Det innebar att både lärare och elever tvingades gå en lång omväg över Luthagsbron när de skulle gå mellan byggnaderna. Uppsala kommun var då inte intresserade av att bygga en bro på denna plats för att underlätta för skolans elever och personal. Därför byggde skolan på eget initiativ en egen bro som skulle binda ihop skolans områden över Fyrisån. Initiativet togs av en lärare och bron byggdes sedan av skolans elever. Från början ville inte kommunen att bron skulle installeras över ån. Men efter påtryckningar och efter att bron visats upp för allmänheten ändrade sig kommunen och bron tilläts installeras.
Då skolan hade hand om bron och den fanns inom skolområdet var bron öppen enbart under skoltid och låst med en grind i ena änden när skolan var stängd. På detta sätt kunde inte allmänheten använda bron.
Efter några år byggdes Fyrisskolan ut på sin vanliga skolgård med nya byggnader och de gamla industrilokalerna i den tidigare skofabriken blev därför överflödiga. Skolan flyttade ut från den gamla skofabriken och koncentrerade sin verksamhet till sitt normala område. I samband med detta blev bron öppen för allmänheten och grinden togs bort.
Under 2011 renoverades Fyrisspången.